# Doktryna Reagana

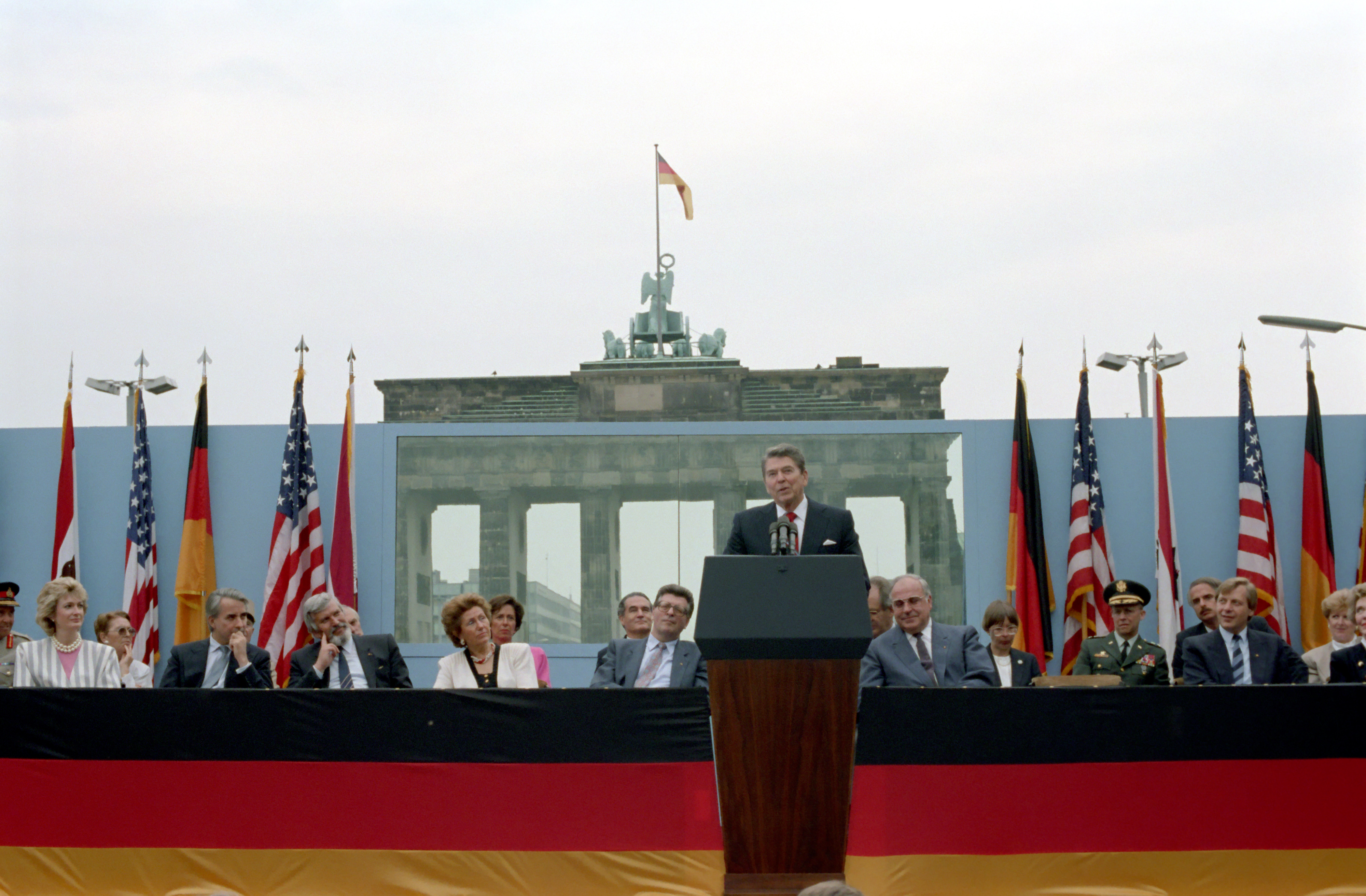
Ronald Reagan przemawia pod Murem Berlińskim; Berlin 1987

Doktryna Reagana – program polityki zagranicznej USA – sformułowanej i afirmowanej przez Ronalda Reagana i środowisko konserwatystów w Partii Republikańskiej – realizowanej w praktyce politycznej przez administrację prezydenta Ronalda Reagana.
Doktryna Reagana była skupiona na walce z komunizmem, a w praktyce z ZSRR – jako hegemonem bloku sowieckiego – strategicznym przeciwnikiem USA i krajów niekomunistycznych. Doktryna była realizowana poprzez wspieranie zarówno finansowe, jak i militarne krajów i organizacji walczących z komunizmem, obalanie komunistycznych reżimów oraz prowadzenie „twardej” polityki wobec ZSRR. Reagan określił wprost ZSRR jako imperium zła, odwołując się do formuły z filmu George’a Lucasa Gwiezdne wojny.
Elementami doktryny Reagana były:
- Wdrożenie programu zbrojeń strategicznych USA w oparciu o nowe technologie elektroniczne i informatyczne (budowa bombowca strategicznego B-2 Stealth), wzmocnienie militarnej obecności USA w Europie w odpowiedzi na instalację mobilnych sowieckich rakiet nuklearnych średniego zasięgu SS-20 wymierzonych w Europę Zachodnią poprzez instalację w europejskich krajach NATO analogicznego systemu amerykańskiego (rakiety Pershing II i wyposażenie wojsk USA w Europie w bazach europejskich (RFN, Wielka Brytania) w pociski manewrujące Tomahawk) oraz znaczące zwiększenie w tym celu budżetu zbrojeniowego USA.
- Udzielenie wsparcia w dostawach sprzętu i broni dla powstańców przeciwstawiających się inwazji ZSRR na Afganistan, antykomunistycznym oddziałom contras w Nikaragui, poparcie dla partyzantki UNITA w Angoli wymierzonej w lewicowy rząd wspierany przez Kubę, poparcie dla antyrządowych ruchów dysydenckich w Etiopii, poparcie dla zbrojnej opozycji walczącej z okupacją Wietnamu w Kambodży, a także wsparcie polityczne i finansowe dla „Solidarności” w Polsce.
- Porozumienie z królem Arabii Saudyjskiej o znaczącym wzroście wydobycia i dostaw na rynki światowe ropy naftowej z tego kraju (dostawcy połowy surowca na rynku), co spowodowało skokowe obniżenie cen na nośniki energii (z poziomu ok. $35 do poziomu ok. $12 za baryłkę). W konsekwencji ZSRR czerpiący środki dewizowe na zbrojenia ze sprzedaży ropy naftowej i gazu na rynki europejskie nie był w stanie sfinansować nowej technologicznie zaawansowanej fazy wyścigu zbrojeń wobec drastycznego spadku dochodów z eksportu do krajów wolnorynkowych.
- Propagowanie politycznego islamizmu w radzieckiej Azji Środkowej. CIA zachęcało ponadto służby pakistańskie Inter-Services Intelligence do trenowania islamistów z całego świata w celu ich udziału w dżihadzie przeciwko ZSRR[1].

Zasadniczą różnicą w stosunku do poprzednich strategii politycznych administracji amerykańskich było unikanie bezpośredniego zaangażowania militarnego USA (jako wniosek wyciągnięty z wojny w Wietnamie) przy jednoczesnym konsekwentnym bezzwrotnym wsparciu w broń, sprzęt i środki finansowe ugrupowań antykomunistycznych w skali globu. Wyjątkową operacją wojskową było usunięcie siłami piechoty morskiej USA reżimu komunistycznego na Grenadzie (1983), opartego na siłach kubańskich.

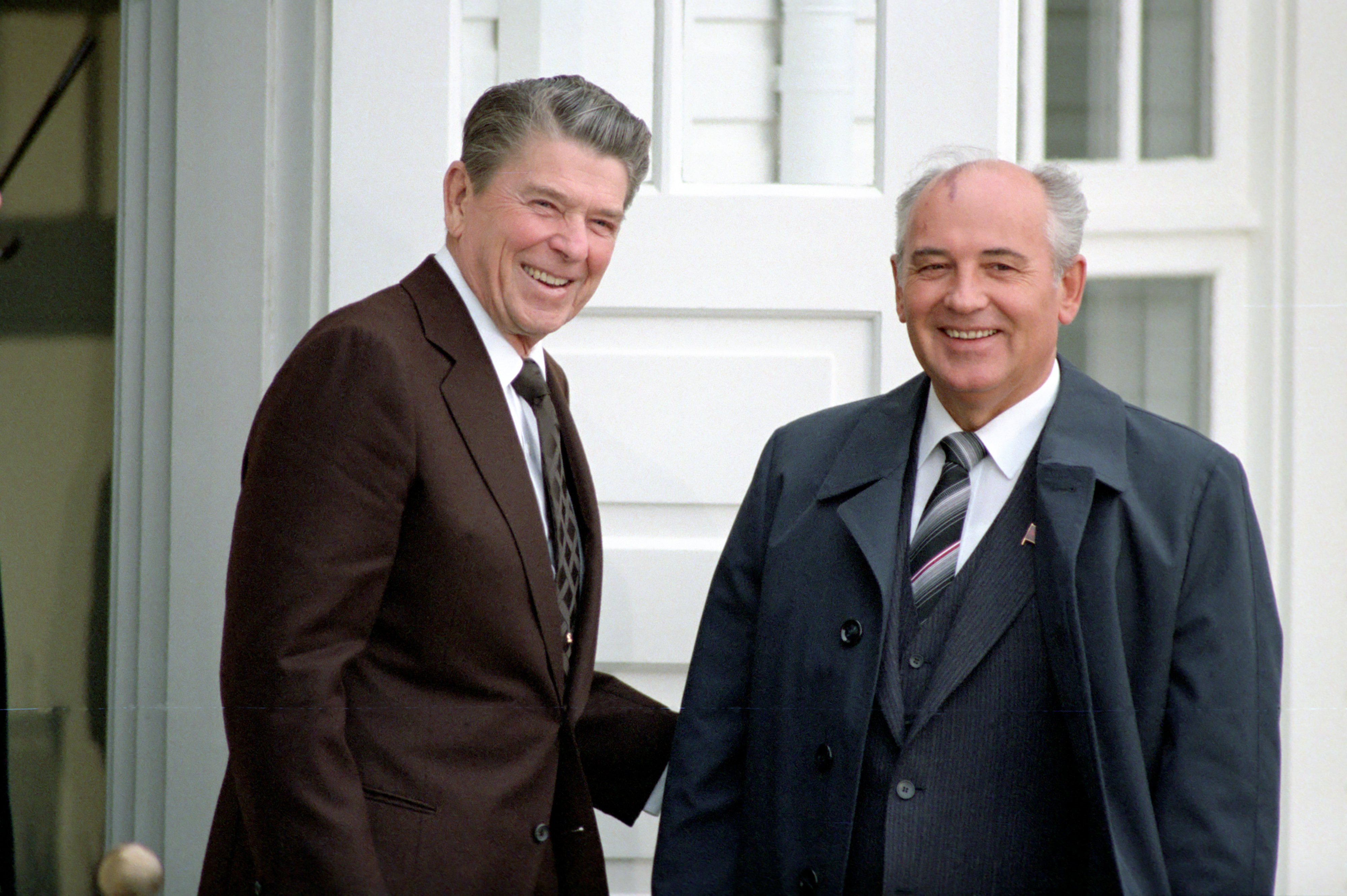
Reagan i Gorbaczow w Reykjaviku, 1986

W konsekwencji – po objęciu rządów w ZSRR przez Michaiła Gorbaczowa nastąpiła rewizja polityki sowieckiej wobec USA, Europy Zachodniej i podporządkowanych ZSRR od końca II wojny światowej krajów Europy Środkowo-Wschodniej. Pierwszą oznaką zmiany polityki sowieckiej był szczyt polityczny Reagan – Gorbaczow w Reykjavíku. Wdrożenie doktryny Reagana wymusiło zatem na przełomie lat 80/90. XX w. zakończenie zimnej wojny poprzez likwidację satelitarnego wobec ZSRR systemu państw komunistycznych w Europie Środkowej i zaniechanie przez ZSRR polityki ekspansji wojskowej w krajach trzeciego świata.